# José Escobar Saliente
José Escobar Saliente (o Josep Escobar i Saliente) (Barcelona, 22 de octubre de 1908-31 de marzo de 1994) fue un historietista, inventor y pionero de los dibujos animados, caricaturista,  y comediógrafo español que firmaba como Escobar. Se le considera uno de los «cinco grandes» de la Editorial Bruguera en los años 50, junto a Conti, Cifré, Giner (este, dibujante realista) y Peñarroya, siendo el de carrera más extensa de todos ellos, gracias a series como Zipi y Zape y Carpanta, de gran impacto popular.

## Biografía y obra

### Infancia y juventud
Escobar era hijo de José y Rosa. Posteriormente tuvieron otros dos hijos: Manuel y Teresa.
Durante la Primera Guerra Mundial, con seis o siete años toda la familia se trasladó a la cercana ciudad de Granollers, donde su padre fue destinado como funcionario de Correos. Aprendió sus primeras letras en la Escuela de la Unión Liberal. A los 10 años comienza el bachillerato, gracias la ayuda de una tía suya residente en La Habana, la cual, enterada de su afición al dibujo, se había propuesto que el joven artista fuera arquitecto.
Sin embargo, Escobar suspende el segundo curso y entra en la Delegación de la Tabacalera en Granollers, cobrando un duro al mes por ayudar en las sumas y el reparto durante una mañana a la semana. Solo durará 4 o 5 meses en tal trabajo, pero adquirirá ya para toda la vida el vicio de fumar.
Ejerce luego de dependiente en una farmacia, ganando ya 12 duros al mes. A los 14 años era repartidor de Telégrafos, y en 1925 aprobó unas oposiciones a Correos, llegando a ser Interventor en la estafeta de Granollers en 1926.

### Inicios como dibujante y animador
En los años veinte simultanea su puesto de funcionario de correos con su carrera como dibujante, iniciada con la publicación de una historieta en un concurso de la revista Virolet de Editorial Baguñá. Animado por este hecho, colaborará en la revista La Gralla y el Diari de Granollers. La primera revista de gran tirada donde trabajó fue Sigronet de El Gato Negro, editorial antecesora de Bruguera, donde coincide con Arturo Moreno y el también bisoño Martí Bas. Ya como profesional, publica en L'Esquella de la Torratxa y se integra en el Sindicat de Dibuixants Professionals. Desde 1925 hasta 1945 también pertenece un grupo de teatro aficionado.
En los años treinta colaboró en varias revistas, como Papitu, Pichila y TBO, siendo incluso editor de la efímera L'Esquellot de Granollers entre 1933 y 1934. En 1933 realizó también la película de dibujos animados La rateta que escombrava l'escaleta (La ratita que barría la escalerita), adaptación del cuento popular La ratita presumida, con el fotógrafo José Bosch. En 1934 terminó de realizar otra película de animación de forma tradicional debido a que había leído que saldría más económica de esa forma; Escobar tenía un amigo en Paramount Pictures, a quien le gustó y le dijo que la llevara a un laboratorio para que la limpiasen, pero al final de la Guerra Civil, el negativo que entregó desapareció. En 1938 ingresó en "Hispano Grafic Films" como animador.

### Guerra Civil
Al término de la guerra civil española (1939) fue depurado del servicio de Correos y condenado a seis años y un día de prisión por motivos políticos. El propio Escobar explicó años después que en la cárcel obtenía algún dinero haciendo caricaturas a los otros presos, que no firmaba con su propio nombre, sino con el pseudónimo de Rebec (en catalán, travieso). Permaneció en la cárcel durante un año y medio, hasta noviembre de 1940, en que salió en régimen de libertad controlada. Formó parte del grupo de animadores de Hispano Grafic Films, que abandonó dos años después por discrepancias con Salvador Mestres, director la empresa, asociándose con Joaquín Muntañola para realizar Una perrita para dos y El Fakir González en el circo. La pareja más tarde se disolvió porque en los títulos de crédito de la segunda película aparecía Muntañola como director en solitario y Escobar como colaborador.
Dirigió entonces uno de los tres equipos de animación de "Dibujos Animados Chamartín", produciendo los cortometrajes Civilón y la sirena y Civilón boxeador, ambas de 1942. La competencia del NO-DO arruinó, sin embargo, la producción de cortometrajes.
Empezó a trabajar en 1942 y hasta 1952 como juguetero.

### Vuelta a la historieta
Escobar se mantuvo alejado de la historieta hasta 1944, cuando comenzó a colaborar en revistas como Leyendas Infantiles y Aventurero, ambas publicadas por Hispano Americana de Ediciones. También ilustró cuentos infantiles para Editorial Bruguera.
En 1947 reapareció la revista Pulgarcito, y Escobar formó parte del grupo de sus primeros colaboradores. Entre 1947 y 1948 creó para esta revista a sus personajes más recordados, los gemelos Zipi y Zape y el eterno hambriento Carpanta, símbolo de las penurias económicas de la posguerra española. Para la revista El Campeón, también de Bruguera, dibuja en 1948 a los gánsteres Tres Pelos y Kid Pantera, y colabora en la sección Loquilandia, junto con Cifré y Peñarroya. En esta época, trabajaba con los citados Cifré y Peñarroya en un estudio alquilado. Gustaban de la recogida de níscalos en los meses de otoño y de gastarse bromas mutuamente, también en sus obras.
Interviene también como guionista y director de animación en el largometraje Érase una vez... (1950) de Estela Films. Durante los años cincuenta se hace muy conocido entre el público infantil su invento, el Cine Skob, que patentó en 1942 y con el que proyecta en papel sus personajes.
Durante los años cincuenta, crea otras series de historietas como Doña Tula, suegra (1951), que fue prohibida por la censura a causa de mostrar las relaciones matrimoniales como problemáticas. y Petra, criada para todo (1954). De todos modos, la actividad de Escobar no se centra exclusivamente en las revistas de Bruguera, ya que colabora en semanarios deportivos como Lean y Dicen, y en los madrileños Gutierrez, Don Jose, Cucu y Teleradio.
En 1953 creó también unos cursos por correspondencia para aprender a dibujar, siendo maestro de futuros historietistas como Rovira. En lo que se refiere al teatro, creó obras como "Assaig General" (Ensayo general, 1957), que lleva más de mil representaciones y aún sigue reponiéndose.

### La aventura independiente:Tío Vivo
En 1957, junto con estos y otros dibujantes de Bruguera, Conti y Giner, participa en la creación de una editorial independiente, que publicará la revista Tío Vivo. En esta revista Escobar publica las series Blasa, portera de su casa, El mago Assieres y El profesor Tenebro, todas ellas de 1957, o Doña Tomasa, con fruición, va y alquila su mansión, de 1959.

### Vuelta a Bruguera
Tras el fracaso y absorción de Tío Vivo por Bruguera, Escobar vuelve a trabajar para la editorial barcelonesa, donde continúa creando nuevos personajes, entre los que destacan Filomeno y su taxi Genovevo (1963), Don Óptimo y Don Pésimo (1964) y Plim el Magno (1969); sin embargo, dedica la mayor parte de su tiempo a desarrollar las aventuras de sus personajes de mayor éxito, Zipi y Zape y Carpanta. Los gemelos llegan incluso a tener revista propia a partir de 1971.
Publica las obras de teatro "A dos quarts de set, rapte" (Rapto a las seis y media) y "L'altra cara de la lluna" (La otra cara de la luna), obra esta última que recibió en 1965 el premio Lluis Masriera de teatro aficionado.
A finales de los 70, volvió a recuperar su cargo de Correos.

### Últimos años
En los años ochenta, el declive económico de Bruguera, le lleva, igual que a otros compañeros suyos como Ibáñez o Raf, a probar fortuna con una nueva revista, Guai! (1986), publicada por la Editorial Grijalbo, para la que dibuja a los hermanos Terre y Moto, dos hermanos, esta vez no gemelos, muy traviesos obviamente basados en Zipi y Zape, y de aspecto más actualizado.
Al adquirir Ediciones B el fondo editorial de Bruguera, Escobar regresa a sus personajes clásicos. Continuó trabajando en la historieta, a pesar de su avanzada edad, hasta su muerte en 1994 en un asilo.

## Valoración
En los años 80, Jaume Rovira, discípulo suyo, lo consideraba, "junto con Peñarroya, Cifré, Conti y otros un largo y fecundo puente entre aquellos no menos geniales dibujantes de las primeras décadas del siglo: Junceda, Mallol, Cornet, Opisso, etc. a nuestros días". En su faceta como animador es muy valorada su capacidad de trasladar al cine las características de su obra, al igual que, gracias a su afición al teatro, la buena construcción de sus historias.

## Obra
| Años | Título                                            | Guionista  | Tipo   | Publicación                   |
| ---- | ------------------------------------------------- | ---------- | ------ | ----------------------------- |
| 1931 | Pelo Tieso                                        | Escobar    | Serie  | Pocholo                       |
| 1935 | Tim-Oteo, detective                               | Escobar    | Serie  | Pocholo                       |
| 1945 | John Bulton                                       | Max Delton | Serial | Baguñá Hermanos               |
| 1946 | Federico, el mayordomo ideal                      | Escobar    | Serie  | Aventurero                    |
| 1946 | Aguarrás, conquistador                            | Escobar    | Serie  | Junior Films                  |
| 1946 | El Cine y la Anécdota                             | Escobar    | Serie  | TBO                           |
| 1946 | Cine                                              | Escobar    | Serie  | Aventurero                    |
| 1946 | Los amigos de Junior Films                        | Escobar    | Serie  | Junior Films                  |
| 1947 | Trifón Pollito                                    | Escobar    | Serie  | Pulgarcito                    |
| 1947 | Carpanta                                          | Escobar    | Serie  | Pulgarcito                    |
| 1948 | Zipi y Zape                                       | Escobar    | Serie  | Pulgarcito                    |
| 1948 | Henry y Ketto, detectives                         | Escobar    | Serie  | Nicolás                       |
| 1951 | Doña Tula, suegra                                 | Escobar    | Serie  | El DDT                        |
| 1951 | Rosita                                            | Escobar    | Serial | Bruguera                      |
| 1954 | Petra, criada para todo                           | Escobar    | Serie  | Pulgarcito                    |
| 1957 | Blasa, portera de su casa                         | Escobar    | Serie  | Tío Vivo                      |
| 1957 | El Mago Assieres                                  | Escobar    | Serie  | Tío Vivo                      |
| 1957 | El Profesor Tenebro                               | Escobar    | Serie  | Tío Vivo                      |
| 1959 | Doña Tomasa con fruición, va y alquila su mansión | Escobar    | Serie  | El DDT                        |
| 1959 | Doña Trini y sus animalitos                       | Escobar    | Serie  | Pulgarcito Almanaque 1960     |
| 1960 | Aquí tienen a Julito, un terrible gamberrito      | Escobar    | Serie  | El Campeón de las Historietas |
| 1963 | Filomeno y su taxi Genovevo                       | Escobar    | Serie  | El DDT                        |
| 1963 | Dirección: Melitón                                | Escobar    | Serie  | Tele-Chico                    |
| 1964 | Don Óptimo y Don Pésimo                           | Escobar    | Serie  | Tío Vivo                      |
| 1967 | Toby                                              | Escobar    | Serie  | DDT                           |
| 1969 | Plim, el Magno                                    | Escobar    | Serie  | Pulgarcito                    |
| 1970 | Melitón, bombero de afición                       | Escobar    | Serie  | DDT                           |
| 1976 | El forofo Don Menisco                             | Escobar    | Serie  | Mortadelo Especial            |
| 1986 | Terre & Moto                                      | Escobar    | Serie  | Guai!                         |